# Sam Hutchinson
Samuel Edward "Sam" Hutchinson (født 3 august 1989, Slough i England ) er en engelsk fodboldspiller, som er på kontrakt hos den engelske klub Sheffield Wednesday. Hutchinson spiller enten i det centrale forsvar eller som højre back.
Han har spillet flere u-landskampe for England både på U18 og U19 landsholdet og har været udtaget til U21, hvor han stadigvæk har sin debut til gode.  